# Хромов, Сергей Александрович
Сергей Александрович Хромов (1 октября 1922, Оренбург — 19 мая 2007, Москва) — советский и российский учёный, специалист в области электронной техники и приборостроения.

## Биография
Окончил Московский электротехнический институт связи (1948).
В 1948—1964 гг. инженер-исследователь, старший инженер-исследователь, научный сотрудник, заместитель начальника отдела, заведующий лабораторией, начальник научно-исследовательского отдела ВНИИЭФ.
В 1964—1989 гг. работал в НИИИТ (ВНИИА): начальник лаборатории, начальник научно-исследовательского отдела, старший научный сотрудник.

## Награды и звания
- кандидат технических наук.
- Лауреат Сталинской премии 1955 г. и Ленинской премии 1960 г. за работы в области радиотехники, высоковольтной импульсной техники и специальной аппаратуры.
- Награды: два ордена «Знак Почёта» (1951, 1954), два ордена Трудового Красного Знамени (1955, 1976), орден Ленина (1962), медаль «Ветеран труда».